# Dissabbiatura

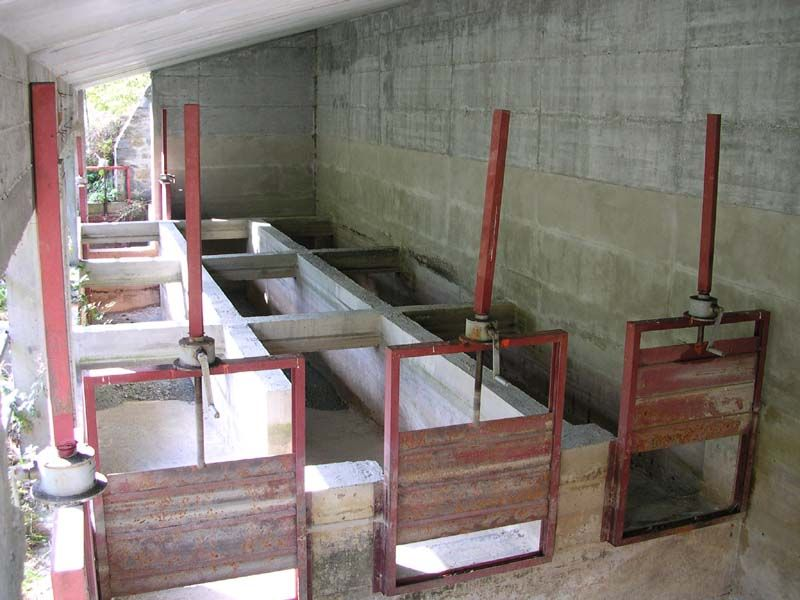
Un dissabbiatore lungo un ru, tipico canale irriguo valdostano.

Il dissabbiatore è un'opera idraulica che sfruttando la forza di gravità separa l'acqua dalla sabbia o dai materiali portati in sospensione.
È costruito generalmente in prossimità dell'opera di presa e consiste in una vasca in calcestruzzo armato che presenta una sezione maggiore del canale di alimentazione.
Il dissabbiatore viene impiegato negli impianti idroelettrici per limitare l'usura delle turbine e nei canali irrigui per ridurre i depositi di limi e sabbie, negli impianti di trattamento delle acque reflue.
La dissabbiatura è il processo meccanico svolto dal dissabbiatore e consiste nella rimozione di sabbie e solidi inerti, normalmente più pesanti e grossolani degli organici, che darebbero inconvenienti come l'usura delle parti meccaniche o l'accumulo di inerti nelle sezioni di impianto successive. Una volta separate, le sabbie separate sono asportate, periodicamente o in continuo.

## Principio di funzionamento
Con l'aumentare della sezione la velocità dell'acqua diminuisce ed il materiale trasportato in sospensione precipita sul fondo del dissabbiatore che è inclinato verso una o più bocchette di scarico dalle quali il deposito viene periodicamente espulso con delle cacciate d'acqua.

## Dissabbiatura delle acque reflue
La dissabbiatura delle acque reflue è un particolare tipo di dissabbiatura: è uno dei trattamenti meccanici preliminari a cui vengono sottoposte le acque di scarico all'ingresso degli impianti di depurazione per rimuovere e ridurre i materiali sospesi e galleggianti. In alcuni casi particolari, come per le acque di pioggia o lo scarico a mare, tali trattamenti non hanno carattere preliminare, ma possono costituire l'unico intervento prima della dispersione dei reflui nell'ambiente.
Nel campo dei liquami urbani, si definiscono “sabbie” tutti i materiali di dimensioni superiori a 0,15-0,2 mm e di alto peso specifico. Tali materiali possono danneggiare i successivi trattamenti di depurazione in vario modo:
- causano abrasione su pompe, lame raschiatrici, condotte e organi di intercettazione;
- occludono le luci di passaggio per accumulazione, soprattutto nel caso di flussi discontinui (pozzetti e condotte);
- costituiscono volumi morti in zone di calma dei vari reattori eventualmente presenti nelle sezioni di impianto più a valle.

Le sabbie asportate nella dissabbiatura delle acque reflue vengono solitamente avviate a discarica, dopo eventuali operazioni di lavaggio e disidratazione.

### Applicazioni
Pre-trattamento negli impianti di trattamento delle acque urbane e di varie tipologie di scarichi industriali.
La dissabbiatura è un trattamento sempre consigliabile negli impianti di depurazione acque, in particolare nel caso delle fognature miste, dove le sabbie sono presenti in quantità solitamente rilevanti.

### Tipologie di dissabbiatori
I sistemi di rimozione delle sabbie possono essere raggruppati in varie tipologie, in base al principio fisico su cui si basano:
- Dissabbiatori per gravità
- Dissabbiatori centrifughi
- Dissabbiatori aerati
- Dissabbiatori per grigliatura (per approfondimento vedi la voce grigliatura delle acque reflue)

#### Dissabbiatori per gravità
Il dissabbiatore per gravità più comune è del tipo "a canale": la sedimentazione è garantita dalla bassa velocità della corrente di liquido da trattare. Le sabbie infatti si depositano per velocità del liquame inferiori a circa 0,3-0,4 m/s. Il sistema di regolazione è costituito da un organo apposito (venturimetro) all'estremità finale.
Il fondo del canale è solitamente sagomato per raccogliere il materiale sedimentato, e in maniera da facilitare le operazioni di asportazione della sabbia. I sistemi per gravità costruttivamente più semplici non prevedono apparecchiature meccaniche: la pulizia periodica è di tipo manuale, ma le condizioni operative sono regolate in maniera approssimativa.
Negli impianti più grandi si utilizzano solitamente sistemi meccanizzati automatici di asportazione del materiale depositato: lame raschianti, coclee, idroestrattori.
Le dimensioni dei manufatti devono rispettare un rapporto profondità/lunghezza utile di circa 1/20, (la lunghezza utile esclude le zone di turbolenza della corrente all'ingresso e all'uscita dai manufatti). L'impegno di superficie è quindi significativo.

#### Dissabbiatori centrifughi
I sistemi centrifughi sono costituiti da una vasca di forma cilindrico-conica. Il flusso viene immesso tangenzialmente, per creare un moto circolare: le sabbie, avendo un peso specifico superiore ai solidi organici presenti nei liquami, tendono a separarsi da questi per forza centrifuga
Una volta raggiunte le pareti della vasca, la sabbia viene frenata e si raccoglie sul fondo da dove viene estratta.
Il sistema può essere privo di organi meccanici (ciclone) oppure la velocità del moto rotatorio può essere regolata mediante un agitatore a palette coassiale (sistema Pista).
I tempi di ritenzione del liquido nel manufatto sono solitamente di alcuni minuti.

#### Dissabbiatori aerati
I dissabbiatori aerati, dal punto di vista del principio di funzionamento, sono sistemi ibridi, cioè l'asportazione sfrutta la forza centrifuga e la gravità.
Il manufatto è configurato come un canale di sezione asimmetrica. Il liquido percorre il bacino per tutta la sua lunghezza; viene insufflata aria al piede di una parete laterale, per creare una corrente ascensionale, attraverso tubi verticali (il materiale può essere ad esempio di tipo ceramico poroso) montati su appositi blocchi di distribuzione. La portata di aria, fornita da appositi compressori, è commisurata al volume e al tempo di ritenzione del liquido nel bacino.
L'insufflazione imprime quindi ai liquami che attraversano la vasca un moto elicoidale con velocità regolata su un valore costante e indipendente dal valore della portata trattata. Tale movimento comporta la separazione delle particelle minerali con dimensioni fino a pochi decimi di mm, che cadono sul fondo, mentre le particelle organiche rimangono in sospensione. L'efficienza della separazione può essere elevata, anche superiore all'80%.
Il bacino è solitamente dotato di un carroponte pulitore traslante, di una raschia di fondo per la raccolta delle sabbie e di lama di superficie per la raccolta dei galleggianti. Il sistema permette quindi di unire nello stesso manufatto anche le fasi di disoleatura e preaerazione.
Nel caso l'impianto sia dedicato al trattamento di particolari flussi di origine industriale, nella stessa sezione può essere realizzato anche lo strippaggio di composti volatili.
Le sabbie si accumulano nel fondo a tramoggia e vengono rimosse a mezzo di un estrattore idro-pneumatico; vengono quindi scaricate in un cassone drenante dove avviene la separazione dalle acque, che ritornano in vasca, mentre le sabbie vengono poi smaltite in siti autorizzati.
I tempi di ritenzione del liquido nei dissabbiatori aerati sono solitamente 15-20 minuti.